# Pierre Berton (dramatiker)
Pierre François Samuel Montan Berton, född den 6 mars 1842 i Paris, död den 24 oktober 1912, var en fransk skådespelare och dramatiker.  Han var son till skådespelaren Charles François Berton.
Berton uppträdde med framgång som förste älskare på Gymnase, Odéon, Théâtre Français och Vaudeville i Paris. På den förstnämnda scenen utförde han betydande roller i Dumas och Sardous komedier, men på Odéon spelade Berton i synnerhet i franska klassiska stycken samt utmärkte sig även som Almaviva i komedin Barberaren och som Valère i Tartuffe. På Théâtre Français var Bertons främsta roll Gaston de Presles i Le gendre de M. Poirier ("Klädeshandlaren och hans måg") av Jules Sandeau och Émile Augier, en roll som förut på Gymnase innehades av hans far. I juni 1881 uppträdde Berton med Coquelins sällskap ett par gånger på Nya teatern i Stockholm.

## Dramatik
- 1865: Les Jurons de Cadillac, komedi i en akt, Théâtre du Gymnase
- 1867: La Vertu de ma femme, komedi i en akt, Théâtre du Gymnase
- 1868: Didier, drama i tre akter, Théâtre de l'Odéon
- 1880: La Tempête, symfonisk dikt i tre satser efter Shakespeare, text av Armand Silvestre och Pierre Berton, musik av Victor Alphonse Duvernoy, Théâtre du Châtelet
- 1882: Sardanapalus, opera i tre akter efter lord Byron, libretto av Pierre Berton, musik av Victor Alphonse Duvernoy, Concerts Lamoureux
- 1889: Léna, pjäs i fyra akter med Sarah Bernhardt, Théâtre des Variétés
- 1894: Les Chouans, drama i fem akter av Pierre Berton och Émile Blavet efter Balzac, Théâtre de l'Ambigu
- 1898: Zaza, drama i fem akter av Pierre Berton och Charles Simon, Théâtre du Vaudeville
- 1901: Yvette, komedi i tre akter efter Guy de Maupassant, Théâtre du Vaudeville
- 1905: La Belle Marseillaise, drama i fyra akter, Théâtre de l'Ambigu
- 1909: La Rencontre, pjäs i fyra akter, Comédie-Française
- 1912: Mioche, pjäs i tre akter, Théâtre du Vaudeville